# Donna Gurr
Donna-Marie Gurr CM (* 18. Februar 1955 in Vancouver) ist eine ehemalige kanadische Schwimmerin. Sie gewann eine olympische Bronzemedaille sowie drei Goldmedaillen und eine Silbermedaille bei Panamerikanischen Spielen.

## Karriere
Donna Gurr begann im Alter von zehn Jahren mit dem Schwimmsport und schwamm für die Pacific Dolphins aus Vancouver. 1968 versuchte sie sich für die Olympischen Spiele in Mexiko-Stadt zu qualifizieren, was ihr aber nicht gelang. Zwei Jahre später schaffte sie den internationalen Durchbruch bei den British Commonwealth Games 1970 in Edinburgh. Gurr trat auf beiden Rückenstrecken und mit der Lagenstaffel an. Im 100-Meter-Rückenschwimmen erschwamm sie die Bronzemedaille hinter den Australierinnen Lynette Watson und Debra Cain. Auf der 200-Meter-Rückenstrecke siegte Watson vor Gurr und Cain. In der 4-mal-100-Meter-Lagenstaffel siegten die Australierinnen vor der englischen Staffel und Kanada in der Besetzung Donna Gurr, Angela Coughlan, Susan Smith und Sylvia Dockerill.
Im Jahr darauf bei den Panamerikanischen Spielen 1971 in Cali siegte Gurr auf beiden Rückendistanzen vor Susie Atwood aus den Vereinigten Staaten. Die kanadische Lagenstaffel mit Donna Gurr, Jane Wright, Leslie Cliff und Angela Coughlan siegte vor der Staffel aus den Vereinigten Staaten, während die kanadische 4-mal-100-Meter-Freistilstaffel mit Cliff, Gurr, Dianne Gate und Coughlan die Silbermedaille hinter der US-Staffel erhielt. 1972 bei den Olympischen Spielen in München fand zunächst der Wettbewerb über 100 Meter Rücken statt. Donna Gurr verpasste als Neunte de Halbfinales knapp das Finale, während ihre Landsfrau Wendy Cook das Finale erreichte. Deshalb trat Wendy Cook auch in der Lagenstaffel an. Das 200-Meter-Rückenfinale erreichte Gurr als achtschnellste Schwimmerin der Vorläufe mit einer Hundertstelsekunde Vorsprung vor der Australierin Sue Lewis. Im Finale siegte Melissa Belote vor Susie Atwood, Gurr gewann die Bronzemedaille hinter den beiden Schwimmerinnen aus den Vereinigten Staaten.
1973 nahm Donna Gurr an den ersten Weltmeisterschaften teil und belegte den 12. Platz über 100 Meter Rücken und den 14. Platz über 200 Meter Rücken. Bei den British Commonwealth Games 1974 in Christchurch siegte über 100 Meter Rücken Wendy Cook vor Donna Gurr. Über 200 Meter Rücken gewann Wendy Cook vor der Australierin Sandra Yost, Donna Gurr erhielt die Bronzemedaille.